# Neoclytus jibacoense
Neoclytus jibacoense es una especie de escarabajo longicornio del género Neoclytus, tribu Clytini, subfamilia Cerambycinae. Fue descrita científicamente por MMM.

## Descripción
Mide 10,7 milímetros de longitud.

## Distribución
Se distribuye por Cuba.